# Прошлой ночью в Сохо
«Про́шлой но́чью в Со́хо» (англ. Last Night in Soho) — британский психологический фильм ужасов 2021 года режиссёра Эдгара Райта. Сценарий написан совместно Райтом и Кристи Уилсон-Кернс. Главные роли исполнили Томасин Маккензи и Аня Тейлор-Джой, второстепенные — Мэтт Смит, Майкл Аджао, Теренс Стэмп  и Дайана Ригг. Фильм стал последними работами Ригг и Маргарет Нолан, скончавшихся в 2020 году, и посвящён их памяти. В «Прошлой ночью в Сохо» также была последняя актёрская роль Стэмпа перед его смертью в 2025 году.
Мировая премьера фильма состоялась 4 сентября 2021 года на 78-м Венецианском международном кинофестивале, в Великобритании — 9 октября 2021 года на Лондонском кинофестивале. «Прошлой ночью в Сохо» был выпущен в прокат Великобритании и США 29 октября 2021 года компаниями Universal Pictures и Focus Features соответственно. Фильм получил в целом положительные отзывы критиков, которые высоко оценили работу художника-постановщика, операторскую работу, дизайн костюмов и актёрскую игру, в то время как сценарий подвергся критике. Кинолента провалилась в прокате, собрав всего 23 млн долларов при бюджете в 43 млн долларов.

## Сюжет
Элоиза «Элли» Тёрнер, девочка-подросток с проблемами психического здоровья, увлекается музыкой и модой свингующих шестидесятых, а также мечтает стать модельером. В детстве Элли пережила самоубийство матери, дизайнера одежды, и с тех пор её воспитывает бабушка Пегги. Элли периодически видит призрак матери в зеркалах.
Элли переезжает из своего сельского дома около Редрута графства Корнуолл в Лондон для поступления в Лондонский колледж моды. Однако ей нелегко вписаться в общество сверстников, особенно снобистской соседки по комнате Джокасты. Только темнокожий студент Джон проникается к ней симпатией. Недовольная жизнью в общежитии, Элли снимает комнату в квартире пожилой мисс Коллинз.
Ночью Элли снится, что она находится в Лондоне 1960-х годов. В ночном клубе Café de Paris она наблюдает за уверенной в себе молодой блондинкой Сэнди, которая хочет стать певицей. Сэнди завязывает отношения с менеджером Джеком. На следующее утро Элли, вдохновлённая образом Сэнди, создаёт платье, а также обнаруживает на шее засос.
Героине снится ещё один сон, в котором Сэнди успешно проходит организованное Джеком прослушивание в одном из клубов в Сохо, а затем возвращается в ту же комнату, которую сняла Элли. Под впечатлением от этих снов Элли перекрашивается в блондинку, меняет стиль одежды и устраивается на работу в паб. За ней наблюдает седовласый мужчина, который замечает её сходство с Сэнди. В последующих снах Элли видит, что Сэнди живёт не той жизнью, на которую она рассчитывала, а Джек становится её сутенёром и сводит со своими деловыми партнёрами-мужчинами.
Наяву Элли беспокоят призраки, напоминающие Джека и мужчин, которые издевались над Сэнди. Она видит их на студенческой хэллоуинской вечеринке и в испуге убегает, после чего её успокаивает Джон. Затем Элли и Джон приходят в её съёмную квартиру, где ей приходит видение, в котором Джек убивает Сэнди. Элли решает разыскать седовласого мужчину, который, по её мнению, и есть Джек. Она обращается в полицию, но детективы не воспринимают всерьёз её слова.
Элли пытается отыскать газетные заметки об убийстве Сэнди в университетской библиотеке, но вместо этого находит лишь публикации о бесследно исчезнувших мужчинах. В ходе поисков она вновь сталкивается с призраками, и в панике едва не убивает ножницами Джокасту. Стремясь отомстить за Сэнди, Элли приходит в паб и беседует с седовласым мужчиной. Тот категорически отрицает свою причастность к убийству Сэнди и уходит из паба, после чего его насмерть сбивает такси. Хозяйка паба называет имя мужчины — Линдси, и Элли вспоминает, что видела его во сне; он был сотрудником полиции нравов под прикрытием и хотел помочь Сэнди завязать с проституцией.
Элли решает покинуть Лондон, и Джон отвозит её в дом мисс Коллинз. Элли сообщает ей, что вынуждена уехать. Мисс Коллинз рассказывает, что к ней приходила следователь из полиции и спрашивала об убийстве Сэнди. Затем мисс Коллинз признаётся, что она — Сэнди. Выясняется, что на самом деле Сэнди убила Джека, когда он угрожал ей ножом. После этого она зарезала всех мужчин, использовавших её услуги в качестве проститутки, и спрятала трупы в половицах и стенах дома. Мисс Коллинз также поит Элли отравленным чаем, намереваясь её убить, чтобы та не выдала её секреты.
Во время потасовки Элли опрокидывает пепельницу мисс Коллинз в коробку с виниловыми пластинками, из-за чего начинается пожар. Зашедший в дом Джон пытается помочь Элли, но мисс Коллинз ранит его ножом. Элли убегает в свою комнату, где духи жертв Сэнди умоляют её убить мисс Коллинз. Та входит в комнату Элли, где тоже видит призраков и получает пощёчину от призрачного Джека. Мисс Коллинз пытается перерезать себе горло, но Элли, понимая причины убийств ею мужчин, останавливает её. Мисс Коллинз в облике молодой Сэнди говорит Элли, чтобы она спасала себя и Джона из огня, а сама остаётся в горящем здании.
Некоторое время спустя проходит показ коллекции платьев Элли. За кулисами её поздравляют бабушка и Джон. Элли видит в зеркале дух своей матери, а затем Сэнди, которая машет рукой и посылает воздушный поцелуй.

## В ролях
- Томасин Маккензи — Элоиза «Элли» Тёрнер
- Аня Тейлор-Джой — Сэнди
  - Дайана Ригг — мисс Александра Коллинз, пожилая Сэнди
- Мэтт Смит — Джек
- Майкл Аджао — Джон
- Теренс Стэмп — Линдси, детектив из отдела нравов на пенсии (в титрах указан как «седовласый мужчина»)
  - Сэм Клафлин — Линдси в молодости (в титрах указан как «клиент номер 5»)
- Рита Ташингем — Маргарет «Пегги» Тёрнер
- Сюннёве Карлсен[англ.] — Джокаста
- Джесси Мэй Ли[англ.] — Лара Чанг
- Элизабет Беррингтон — мисс Тобин
- Полин Маклинн[англ.] — Кэрол
- Лиза Макгриллис[англ.] — женщина-детектив
- Майкл Джибсон[англ.] — мужчина-детектив
- Маргарет Нолан[англ.] — хозяйка паба
- Эми Кассеттари — мать Элоизы
- Джеймс Фелпс и Оливер Фелпс — гардеробщики

## Релиз
Мировая премьера фильма «Прошлой ночью в Сохо» состоялась 4 сентября 2021 года на 78-м Венецианском международном кинофестивале. В сентябре 2021 года картина также была показана на Международном кинофестивале в Торонто и на фестивале европейского фантастического кино в Страсбурге. Премьера в Великобритании прошла 9 октября 2021 года на Лондонском кинофестивале BFI. 29 октября 2021 года фильм был выпущен в прокат в Великобритании и США компаниями Universal Pictures и Focus Features соответственно.

## Награды и номинации
| Награда                                            | Дата вручения    | Категория                                                    | Номинанты и получатели                                     | Результат |
| -------------------------------------------------- | ---------------- | ------------------------------------------------------------ | ---------------------------------------------------------- | --------- |
| Венецианский кинофестиваль                         | 11 сентября 2021 | Награда Grafetta D'Oro за лучший фильм                       | Эдгар Райт                                                 | Номинация |
| Hollywood Music in Media Awards                    | 17 ноября 2021   | Лучший саундтрек-альбом                                      | «Прошлой ночью в Сохо»                                     | Победа    |
| Hollywood Music in Media Awards                    | 17 ноября 2021   | Лучший оригинальный саундтрек к фильму ужасов                | Стивен Прайс                                               | Номинация |
| Hollywood Music in Media Awards                    | 17 ноября 2021   | Лучшее исполнение песни в фильме                             | Аня Тейлор-Джой за «Downtown»                              | Номинация |
| Премия общества кинокритиков Детройта              | 6 декабря 2021   | Лучшая женская роль второго плана                            | Дайана Ригг                                                | Номинация |
| Премия общества кинокритиков Детройта              | 6 декабря 2021   | Лучшее использование музыки и звука                          | «Прошлой ночью в Сохо»                                     | Победа    |
| Премия общества кинокритиков Нью-Мехико            | 12 декабря 2021  | Лучшая женская роль второго плана                            | Аня Тейлор-Джой                                            | Победа    |
| Премия общества кинокритиков Нью-Мехико            | 12 декабря 2021  | Лучший художник-постановщик                                  | Маркус Роуленд                                             | Номинация |
| Премия общества кинокритиков Нью-Мехико            | 12 декабря 2021  | Лучший оригинальный саундтрек                                | Стивен Прайс                                               | Номинация |
| Премия общества кинокритиков Феникса               | 13 декабря 2021  | Лучший фильм ужасов                                          | «Прошлой ночью в Сохо»                                     | Номинация |
| Премия общества женщин-кинокритиков                | 14 декабря 2021  | Награда имени Эдриэнн Шелли                                  | «Прошлой ночью в Сохо»                                     | Победа    |
| Премия общества женщин-кинокритиков                | 14 декабря 2021  | Зал позора (за разочаровывающий третий акт фильма)           | «Прошлой ночью в Сохо»                                     | Победа    |
| Ассоциация кинокритиков Портленда                  | 17 декабря 2021  | Лучший фильм                                                 | «Прошлой ночью в Сохо»                                     | Номинация |
| Ассоциация кинокритиков Портленда                  | 17 декабря 2021  | Лучший фильм ужасов                                          | «Прошлой ночью в Сохо»                                     | Номинация |
| Ассоциация кинокритиков Портленда                  | 17 декабря 2021  | Лучший режиссёр                                              | Эдгар Райт                                                 | Номинация |
| Ассоциация кинокритиков Портленда                  | 17 декабря 2021  | Лучший оригинальный саундтрек                                | Стивен Прайс                                               | Номинация |
| Ассоциация кинокритиков Сент-Луиса                 | 19 декабря 2021  | Лучший фильм ужасов                                          | «Прошлой ночью в Сохо»                                     | Номинация |
| Ассоциация кинокритиков Сент-Луиса                 | 19 декабря 2021  | Лучшая сцена                                                 | «Прошлой ночью в Сохо»                                     | Номинация |
| Ассоциация кинокритиков Сент-Луиса                 | 19 декабря 2021  | Лучший оригинальный саундтрек                                | «Прошлой ночью в Сохо»                                     | Номинация |
| Ассоциация кинокритиков Сент-Луиса                 | 19 декабря 2021  | Лучший монтаж                                                | Пол Мачлисс                                                | Победа    |
| Ассоциация кинокритиков Сент-Луиса                 | 19 декабря 2021  | Лучший художник-постановщик                                  | Маркус Роуленд                                             | Номинация |
| Ассоциация кинокритиков Сент-Луиса                 | 19 декабря 2021  | Лучший дизайн костюмов                                       | Одиль Дикс-Миро                                            | Номинация |
| Ассоциация кинокритиков Северной Каролины          | 5 января 2022    | Лучший дизайн костюмов                                       | Одиль Дикс-Миро                                            | Номинация |
| Премия общества кинокритиков Сан-Диего             | 10 января 2022   | Лучший дизайн костюмов                                       | Одиль Дикс-Миро                                            | Номинация |
| Премия общества кинокритиков Сан-Диего             | 10 января 2022   | Лучшее использование музыки                                  | «Прошлой ночью в Сохо»                                     | Победа    |
| Премия общества кинокритиков Гавайи                | 14 января 2022   | Лучший фильм                                                 | «Прошлой ночью в Сохо»                                     | Победа    |
| Премия общества кинокритиков Гавайи                | 14 января 2022   | Лучший фильм ужасов                                          | «Прошлой ночью в Сохо»                                     | Победа    |
| Премия общества кинокритиков Гавайи                | 14 января 2022   | Лучший недооценённый фильм                                   | «Прошлой ночью в Сохо»                                     | Номинация |
| Премия общества кинокритиков Гавайи                | 14 января 2022   | Лучшая женская роль                                          | Томасин Маккензи                                           | Номинация |
| Премия общества кинокритиков Гавайи                | 14 января 2022   | Лучший оригинальный сценарий                                 | Эдгар Райт и Кристи Уилсон-Кернс                           | Номинация |
| Премия общества кинокритиков Гавайи                | 14 января 2022   | Лучший дизайн костюмов                                       | Одиль Дикс-Миро                                            | Номинация |
| Премия общества кинокритиков Гавайи                | 14 января 2022   | Лучшая операторская работа                                   | Чон-хун Чон                                                | Номинация |
| Премия общества кинокритиков Гавайи                | 14 января 2022   | Лучший монтаж                                                | Пол Мачлисс                                                | Победа    |
| Премия общества кинокритиков Гавайи                | 14 января 2022   | Лучший звук                                                  | Джулиан Слейтер, Дэн Морган, Колин Николсон и Тим Кавагин  | Победа    |
| Премия общества кинокритиков Северной Дакоты       | 17 января 2022   | Лучший дизайн костюмов                                       | Одиль Дикс-Миро                                            | Номинация |
| Премия общества кинокритиков Северной Дакоты       | 17 января 2022   | Лучший звук                                                  | Джулиан Слейтер, Дэн Морган, Колин Николсон и Тим Кавагин  | Номинация |
| Ассоциация кинокритиков Music City                 | 25 января 2022   | Лучший фильм ужасов                                          | «Прошлой ночью в Сохо»                                     | Номинация |
| Ассоциация кинокритиков Music City                 | 25 января 2022   | Лучший художник-постановщик                                  | Маркус Роуленд                                             | Номинация |
| Ассоциация кинокритиков Music City                 | 25 января 2022   | Лучший монтаж                                                | Пол Мачлисс                                                | Победа    |
| Ассоциация голливудских критиков                   | 28 февраля 2022  | Лучший фильм                                                 | «Прошлой ночью в Сохо»                                     | Номинация |
| Ассоциация голливудских критиков                   | 28 февраля 2022  | Лучший фильм ужасов                                          | «Прошлой ночью в Сохо»                                     | Победа    |
| Ассоциация голливудских критиков                   | 28 февраля 2022  | Самый ожидаемый фильм второй половины 2021 года              | «Прошлой ночью в Сохо»                                     | Победа    |
| Ассоциация голливудских критиков                   | 28 февраля 2022  | Лучший оригинальный сценарий                                 | Эдгар Райт и Кристи Уилсон-Кернс                           | Номинация |
| Ассоциация голливудских критиков                   | 28 февраля 2022  | Лучший оригинальный саундтрек                                | Стивен Прайс                                               | Номинация |
| Ассоциация голливудских критиков                   | 28 февраля 2022  | Лучший художник-постановщик                                  | Маркус Роуленд                                             | Номинация |
| Ассоциация голливудских критиков                   | 28 февраля 2022  | Лучший монтаж                                                | Пол Мачлисс                                                | Победа    |
| Ассоциация голливудских критиков                   | 28 февраля 2022  | Лучший дизайн костюмов                                       | Одиль Дикс-Миро                                            | Номинация |
| Премия Гильдии специалистов по визуальным эффектам | 8 марта 2022     | Лучшие вспомогательные спецэффекты в фотореалистичном фильме | Том Проктор, Гевин Грегори, Джулиан Гнасс, Фабрицио Баесса | Победа    |
| Премия Гильдии звуковых монтажеров                 | 13 марта 2022    | Лучший монтаж диалогов в фильме                              | Джулиан Слейтер и Дэн Морган                               | Номинация |
| BAFTA                                              | 13 марта 2022    | Лучший британский фильм                                      | «Прошлой ночью в Сохо»                                     | Номинация |
| BAFTA                                              | 13 марта 2022    | Лучший звук                                                  | Джулиан Слейтер, Дэн Морган, Колин Николсон и Тим Кавагин  | Номинация |